# 岸和田城
岸和田城（きしわだじょう）は、大阪府岸和田市岸城町にあった日本の城。別名千亀利城（ちきりじょう）。江戸時代には岸和田藩の藩庁が置かれた。本丸庭園は国の名勝、城跡は大阪府の史跡に指定されている。本丸および二の丸一帯の4.9haは千亀利公園として岸和田市が管理している。

## 概要
延元元年/建武3年5月25日（1336年7月4日）の湊川の戦いで楠木正成の部下として活躍した岸和田治氏という武将がおり（『岸和田治氏軍忠状』）、おそらくその一族によって1400年までに岸和田が開拓されたと見られる（応永7年9月28日『足利義満御判御教書』（『石清水文書』））。しかし、その頃はまだ城廓と呼べるものはなかった。
平成時代の発掘調査によれば、15世紀後半に現在の岸和田城跡から約500m南東に山城が築城され（岸和田古城）、16世紀初頭頃に放棄されていた。
その後『日本城郭大系』によると信濃泰義によって現在地に移築されたとしている。
羽柴秀吉の紀州征伐の拠点として再築城され、その急ごしらえで造られていたものを、小出秀政が5重天守を上げる本格的な構えとした。松平康重の代に総構えと城下が整備され、岡部宣勝の頃、城の東側に2重、西側に1重の外堀と寺町が増築されている。文政10年（1827年）に天守を焼失。以降再建されないまま、明治4年（1871年）に廃城とされ、まもなく破却された。
岸和田城は猪伏山（いぶせやま）と呼ばれた小高い丘の上にあり、本丸と二の丸を合せた形が、機の縦糸を巻く器具「縢」（ちきり）に似ていることから蟄亀利城（後に千亀利城）と呼ばれるようになった。城内にある岸城神社は千亀利と「契り」とをかけて、縁結びの神社として知られている。桜の季節は花見の名所となり、大阪みどりの百選に選定されている。
日本100名城の選定対象となるものの、検討の結果、選定されなかった。
2017年（平成29年）4月6日、続日本100名城（161番）に選定された。

## 沿革
楠木氏の時代
一次史料からは、楠木正成の部下だった南朝の岸和田治氏という武将もしくはその親族が14世紀に岸和田を開拓した様子が見られる。その後、1400年までには敵である室町幕府の足利義満の手に落ちた。しかし、これらの文書には岸和田に城が築かれたという記述はない。
かつては、楠木正成の甥和田高家という人物が岸和田城を築城したという伝説があった。しかし、これらの文献の出典を遡っても江戸時代初期にまでしか到達せず、しかも岸和田に城があったことを示す最初の一次史料は後述の永禄元年（1558年）に三好氏が同城に入ったことを記した浄心院快栄書状（永禄元年12月12日付、京都府立総合資料館所蔵「板原家文書」）まで下ることになる。山中吾朗は当時の和泉国の状況から岸和田城の築城をどんなに早くても15世紀とし、和田高家に関する伝承は江戸時代に盛んになった楠木氏崇拝の風潮によるものとする。
平成時代の発掘調査によれば、岸和田古城が築城されたのは15世紀後半と言われ、岸和田の支配権が南朝/楠木氏部下の岸和田氏から北朝/室町幕府の足利氏に移った14世紀後半から100年近くも後である。
和泉守護細川氏の時代
応永15年（1408年）細川頼長と細川基之が和泉国の上下半国守護となり岸和田城の城主となったようで、その後和泉守護細川家が岸和田城と関わりを持っていく。明応9年（1500年）には、和泉上守護細川元有と和泉下守護細川政久が畠山尚順に攻められ岸和田城で討ち死にしたおりには、管領・細川政元の重臣・赤沢朝経が城を奪還した。その後、両細川の乱により細川元有の子・細川元常が阿波に逃れると、細川高国政権下において細川高基、細川晴宣が和泉守護となり、守護代松浦氏の松浦盛・松浦守父子と共に岸和田領の統治をおこなった。
大永7年（1527年）、阿波の細川晴元が細川高国との決戦に勝利し（桂川原の戦い）、和泉堺を本拠とした「堺公方府」を設置、細川元常・その子細川晴貞が和泉守護に帰り咲いた。この時、松浦守は引き続き守護代として統治に関わっている。しかし、天文17年（1548年）細川晴元とその重臣・三好長慶が対立すると、松浦守は、和泉上守護・細川晴貞から離反し三好長慶についた。松浦氏は三好政権の下でも和泉国における支配的な地位を確保し続けていたとみられているが、松浦守の没後に跡を継いだ松浦万満（孫八郎）は幼少であり、三好政権は松浦万満の立場を認めつつもその後見を口実に岸和田城に兵を進めることになる（「九条家文書」所収:永禄2（3？）年4月23日付三好長慶書状）。
松浦氏の時代
永禄元年（1558年）には、三好長慶の実弟・三好実休、十河一存、安宅冬康が岸和田城に入った。永禄3年（1560年）には三好実休が大規模な改修をし、十河一存、安宅冬康を総大将に2800兵を籠城させた。この時には岸和田城も相当な規模となっており、阿波国、讃岐国、淡路国などから摂津国、京への交通の要となっていた。現在の二の丸（二の丸公園）にある市民道場「心技館」の建設時に、今の石垣の内側に更に古い石垣の列が発掘されたことにより、当時は海に面した二の丸周辺が主郭ではないかと思われ、海を背負った城郭の基礎がこの時に完成したのではないかと推測されている。
永禄5年（1562年）畠山高政との久米田の戦いで三好実休が戦死すると、安宅冬康は岸和田城を退き代わって守護・細川刑部（細川晴貞）が城主となった。しかし同年の教興寺の戦いで畠山高政が大敗すると、再び三好長慶軍が岸和田城を回復し、松浦虎が城主になった。だが、当時松浦氏は一族に内紛を抱えていたらしく、この時城主になった松浦虎（孫五郎）は松浦万満（孫八郎）の対立者であったと推定され、後に同じ肥前守と名乗った松浦光（孫八郎）に城主が交替したことが確認できるなど、三好氏と畠山氏の狭間にあって松浦氏は混乱のうちにあったと考えられる。
織田氏の時代
元亀年間において松浦光が岸和田城主となっており、河内高屋城主の畠山昭高と共に織田信長に従い三好三人衆、篠原長房、荒木村重らと戦ったが、天正3年（1575年）に家来であった寺田又右衛門、寺田安太夫（松浦宗清）兄弟に討たれ、松浦宗清が城主となり佐久間信盛の与力として活動することになった。天正4年（1576年）織田信長が石山本願寺を攻めた。天王寺の戦い (1576年)である。そこに毛利氏が援助のため兵糧を貝塚に運搬し、これを阻止するため和泉国水軍（沼間、松浦、寺田、真鍋）が立ちはだかったが大敗した（第一次木津川口の戦い）。天正5年（1577年）、織田信長は紀州征伐を行い、紀伊方面の抑えとして織田信張を佐野砦に置いた。その後、織田信張は岸和田城へ移った。天正9年（1581年）、前年に和泉国の支配者となった蜂屋頼隆が城主とされた(1581年7月5日付けで顕如から岸和田城入城を祝されている)。
中村氏：小出氏の時代

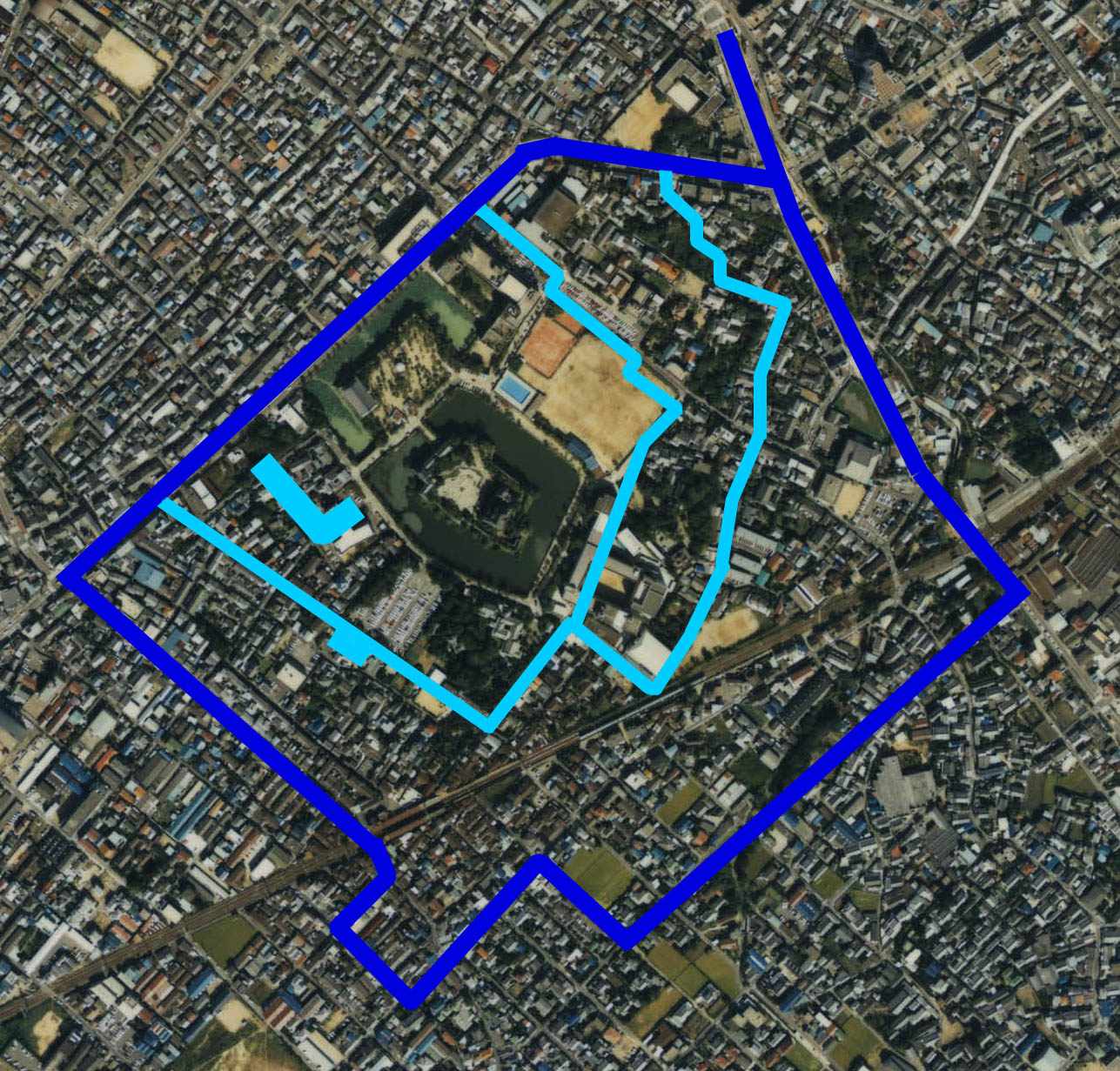
岸和田城の城郭部分（昭和60年度のカラー空中写真）

天正11年（1583年）豊臣秀吉は、岸和田城を中村一氏の配下に置き、根来衆、雑賀衆、粉河衆などの一揆衆討伐を命じる。そんな中天正12年（1584年）小牧・長久手の戦いの留守を狙って、根来衆、雑賀衆、粉河衆連合軍は総数3万兵が侵攻し岸和田城に攻城戦を仕掛けてきた。これに対して中村一氏と松浦宗清は城兵8000兵で守り切った（岸和田城攻城戦）。この時、無数の蛸に救われたという伝説がある（蛸地蔵伝説）。この功により松浦宗清は加増されて、伊勢国に転封となった。豊臣秀吉は根来衆、雑賀衆、粉河衆連合軍を追討するため、天正13年（1585年）に岸和田城に入城し、そこから貝塚の諸城を落城させ最後に積善寺城、沢城を開城させた（千石堀城の戦い、紀州征伐）。
この合戦の後、豊臣秀吉は小出秀政を岸和田城の城主とした。最初4千石であった小出秀政の知行も、文禄3年（1594年）1万石、翌文禄4年（1595年）3万石に拡大した。『岸城古今記』にはこの年から天守が築城され慶長2年（1597年）に竣工したと記している。
江戸時代

慶長19年（1614年）、大坂冬の陣では松平信吉が城主となり、のちに北条氏重、その後は小出吉英、元和5年（1619年）松平康重が城主となったようである。その後元和9年（1623年）に伏見城が破却されると矢倉などが移築され城郭が強化された。その松平康重も山崎城へ転出すると寛永17年（1631年）、高槻城より岡部宣勝が入城し、6万石の城主となった。以後岡部長職の時代まで岡部氏13代の居城となる。明治4年（1871年）廃藩置県により岸和田城も廃城となる。

## 紀州監視の岸和田城

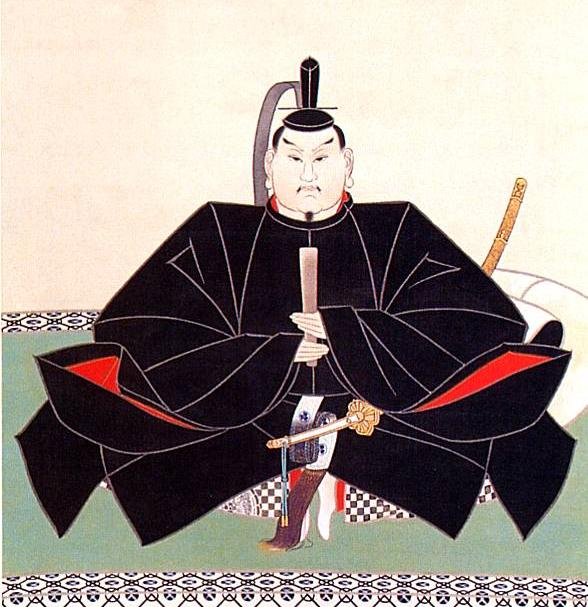
徳川頼宣画像

岸和田城は大坂城と和歌山城の中間地点にあり、通説では岡部宣勝は徳川家康の妹の子で、紀州藩の監視の意味もあったとされる。
徳川御三家の一つである和歌山城も徳川幕府の相互監視政策に例外は無く、徳川家康の子徳川頼宣の抑えの城としても城郭が整えられたのでは思われている。『深訪日本の城』によると、江戸城で徳川頼宣と岡部宣勝が対面した時、徳川頼宣が「貴殿が岸和田に移封されたのは、われらの目付のためだという風聞であるが、いかなる計策をもって紀伊をおさえるつもりか」と問いかけてきたのに対して、岡部宣勝は「われら小藩のものが、大大藩の貴殿のおさえるほどの策略を持ち合わせるきずもござらぬが、ただ足の裏に米粒がついたぐらいのことしかできませぬ」という返事をした、と解説している。このようなやり取りがあったと思われているが両藩は戦を交えることはなかった。
しかしながら、岸和田城の縄張が和歌山側より大坂側に厚い防御線を設けていることなど、矛盾する点も指摘されている。

## 岸和田城の略年表
| 和暦     | 西暦   | 主な出来事                                                       |
| -------- | ------ | ---------------------------------------------------------------- |
| 応永15年 | 1408年 | 細川頼長・細川基之が和泉国の上下半国守護となり岸和田城に入る     |
| 明応9年  | 1500年 | 畠山尚順が和泉上下守護を破り城を落とすが、赤沢朝経に奪還される   |
| 永正5年  | 1508年 | 細川元常が阿波に逃れ、守護代の松浦盛が岸和田領を統治する         |
| 永正8年  | 1511年 | 細川元常が再び阿波に逃れ、細川高基、細川晴宣が和泉上下守護となる |
| 大永7年  | 1527年 | 細川晴元が「堺公方府」を開き、細川元常が和泉守護として帰還する   |
| 天文18年 | 1549年 | 江口の戦いで三好長慶が細川晴元を倒し、松浦守が城主となる         |
| 永禄3年  | 1560年 | 長慶の実弟・十河一存が岸和田城に入り、松浦万松を後見する         |
| 永禄5年  | 1562年 | 畠山高政が久米田の戦いに勝利し、松浦虎が岸和田城に入る           |
| 永禄9年  | 1566年 | 松浦光が三好三人衆に敗れ、岸和田城に籠城する                     |
| 天正3年  | 1575年 | 松浦光が家臣の松浦宗清に討たれる                                 |
| 天正5年  | 1577年 | 織田信長が紀州征伐を行う。その後、織田信張が岸和田城に入る       |
| 天正9年  | 1581年 | 織田重臣の蜂屋頼隆が岸和田城に入る                               |
| 天正11年 | 1583年 | 羽柴秀吉の家臣中村一氏が岸和田城に入る                           |
| 天正12年 | 1584年 | 根来衆・雑賀衆が来襲し、岸和田合戦がおこる（蛸地蔵伝説）         |
| 天正13年 | 1585年 | 羽柴秀吉が岸和田城に入り根来寺を焼く。ついで小出秀政が城主となる |
| 慶長2年  | 1597年 | 岸和田城の天守が竣工する                                         |
| 元和5年  | 1619年 | 小出氏転封後、松平康重が入城して総構えと城下町を整備する         |
| 元和9年  | 1623年 | 伏見城より伏見櫓が二の丸に移築される                             |
| 寛永17年 | 1640年 | 松平康重転封後、高槻城より岡部宣勝が入城する                     |
| 文政10年 | 1827年 | 天守が落雷のため焼失。再建されず                                 |
| 明治4年  | 1871年 | 廃藩置県により岡部長職は東京に居住し、岸和田城は廃城となる       |
| 昭和18年 | 1943年 | 大阪府史跡に指定される                                           |
| 昭和29年 | 1954年 | 現在の連結式望楼型3重の復興天守が再建される                      |
| 昭和44年 | 1969年 | 多門櫓・隅櫓、櫓門が復興再建される                               |
| 平成4年  | 1992年 | 天守閣屋根の葺き替え、外壁塗り替えなどの改修工事が行なわれる     |

## 城郭
『泉邦四県石高』によると、

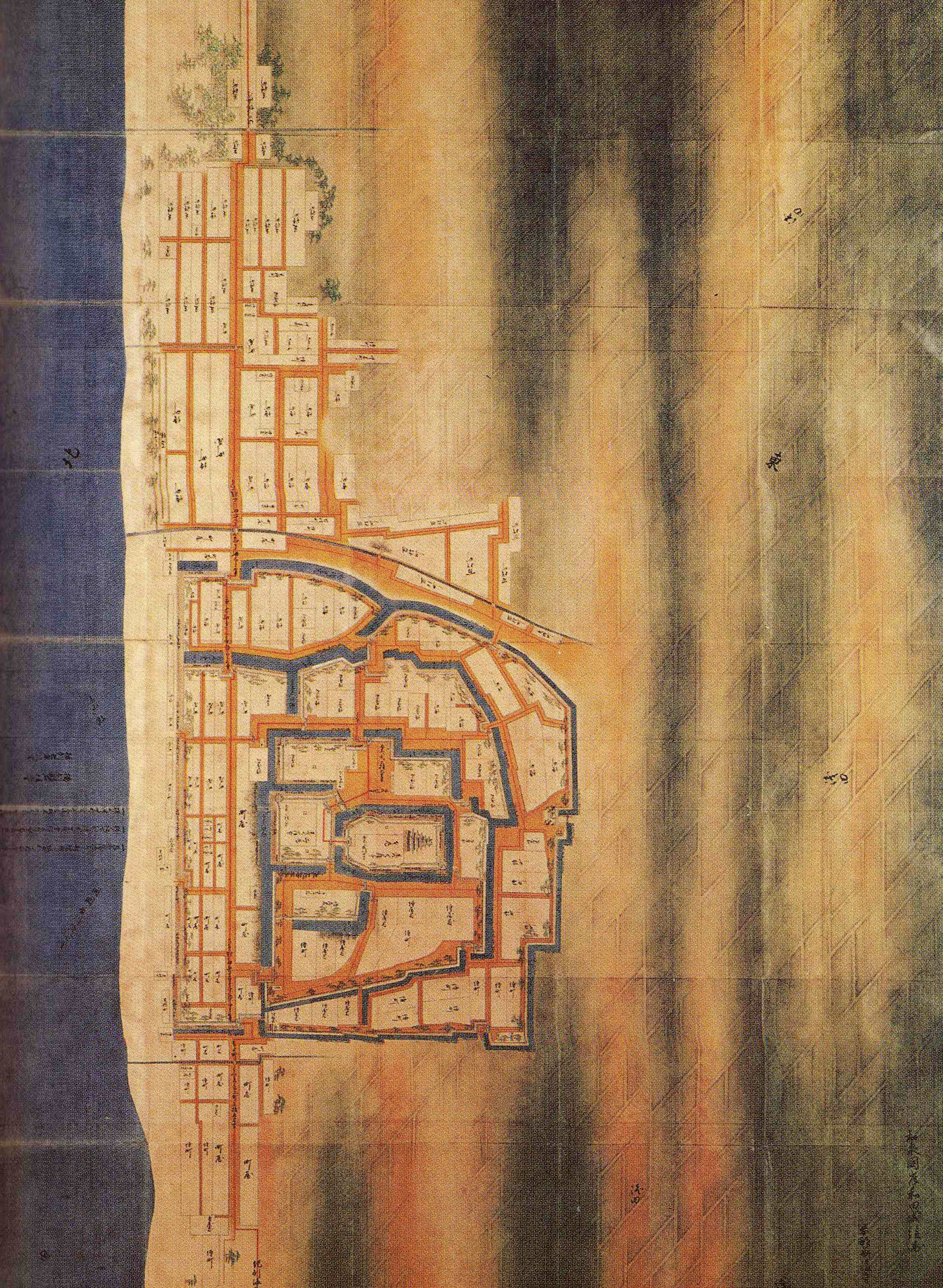
岸和田城正保城絵図/国立公文書館内閣文庫所蔵

| 「            | 今之城、天正之比迄天守もなく堀、矢倉も麁相成に依て伏見之御城天守、矢倉門等迄被成御曳、石垣出来、小出播磨守御代之事、二、三之丸迄出来、又大坂御陣後、通筋堺町之門、堀、石垣、浜手石垣、南住間還之入口、門、堀、石垣等出来、須田次郎太郎殿奉行になり | 」 |
| —泉邦四県石高 | |    |

とあり大坂の陣後に本格的な城郭、総構えが整えていたのではないかと推察されている。東西は約370m、南北は約650mの平城で、5万3千石の城郭であった。

### 本丸
天守
現在の天守は連結式望楼型3層であるが、正保年間に幕府へ提出された正保城絵図「泉州岸和田城図」では5層の天守が描かれている。初層は千鳥破風であったが、後に唐破風が取り入れたように見受けられる。文政10年（1827年）11月20日落雷によって消失し、その後江戸幕府に復興願いを届出済みで、それによると3層の天守、2層の小天守とあるが結局は再建されなかったようである。天保年間に描かれた「岸和田城図」には隅櫓しか描かれていないので、この時には既に天守はなかったものと思われている。明治時代以後、天守台の石垣の横に一段低い小天守台があったと言われているが、これは二の丸にあった伏見城の移築櫓が3層であったため、それを代用していた可能性も指摘されている。天守台の大きさは南北、東西共に約18m、面積は336m²で、当時の岡山城と同規模の天守だったと思われている。現在の天守の高さは約22mであるが、当時の天守の高さは18間あり、今の天守より約10mは高かったと思われている。また、本丸の面積は約4702m²ある。
現在の天守は昭和29年に市民の寄付や旧城主の子孫である岡部氏の要望などにより再建された。総工費は当時の金額で3460万円、設計士は一級建築士池田谷久吉、施工は岩出建設株式会社、工事は昭和29年1月6日起工、同年11月13日竣工。当初は図書館として利用されていた。また、平成4年には大改修工事も行なわれた。総工費は3億7801万円、設計は株式会社比石英二建築事務所、施工は岩出建設株式会社、工事は平成3年8月起工、平成4年8月31日竣工。
犬走り
本丸の石垣には南東および南西側下部に周堤帯が存在する。これを犬走りと呼ぶ。城の防衛という見地から見ると非常に不利であり、なぜこのような構造にされたかはわかっていない。脆い泉州砂岩で造られた石垣が崩れるのを防ぐためという説が有力である。不利を補うためか、石垣上の城壁はせり出すように作られている。また、石垣の角が直線になるよう端を切りそろえた石を積み上げた「江戸切り」の箇所もみられる。この犬走り周辺の石垣は平成11年 （1999年）6月28日の豪雨で崩れ、今は強度のある花崗岩で補修され色の違う石垣が見受けられる。また補修工事の時に、百数十基の墓石が発見された。年号は、永正、天文、永禄等16世紀前期-中期のものが多く、本丸の石垣は永禄年間（1560年）以後であることが裏付けられた。時期によっては、入ることも許可される。
岸和田城庭園（八陣の庭）
国の名勝（平成26年10月6日指定）。戦後、城の遺構を取り壊す計画が持ち上がっことから、遺構を何らかの形で伝えようと作られた。重森三玲の設計で、昭和28年（1953年）7月に着工し同年12月竣工した砂庭式枯山水庭園である。庭園は諸葛孔明の八陣法をテーマにしたとされ、中央の大将と先端の天・地・風・雲・鳥・蛇・龍・虎の各陣に石組みが配されている。

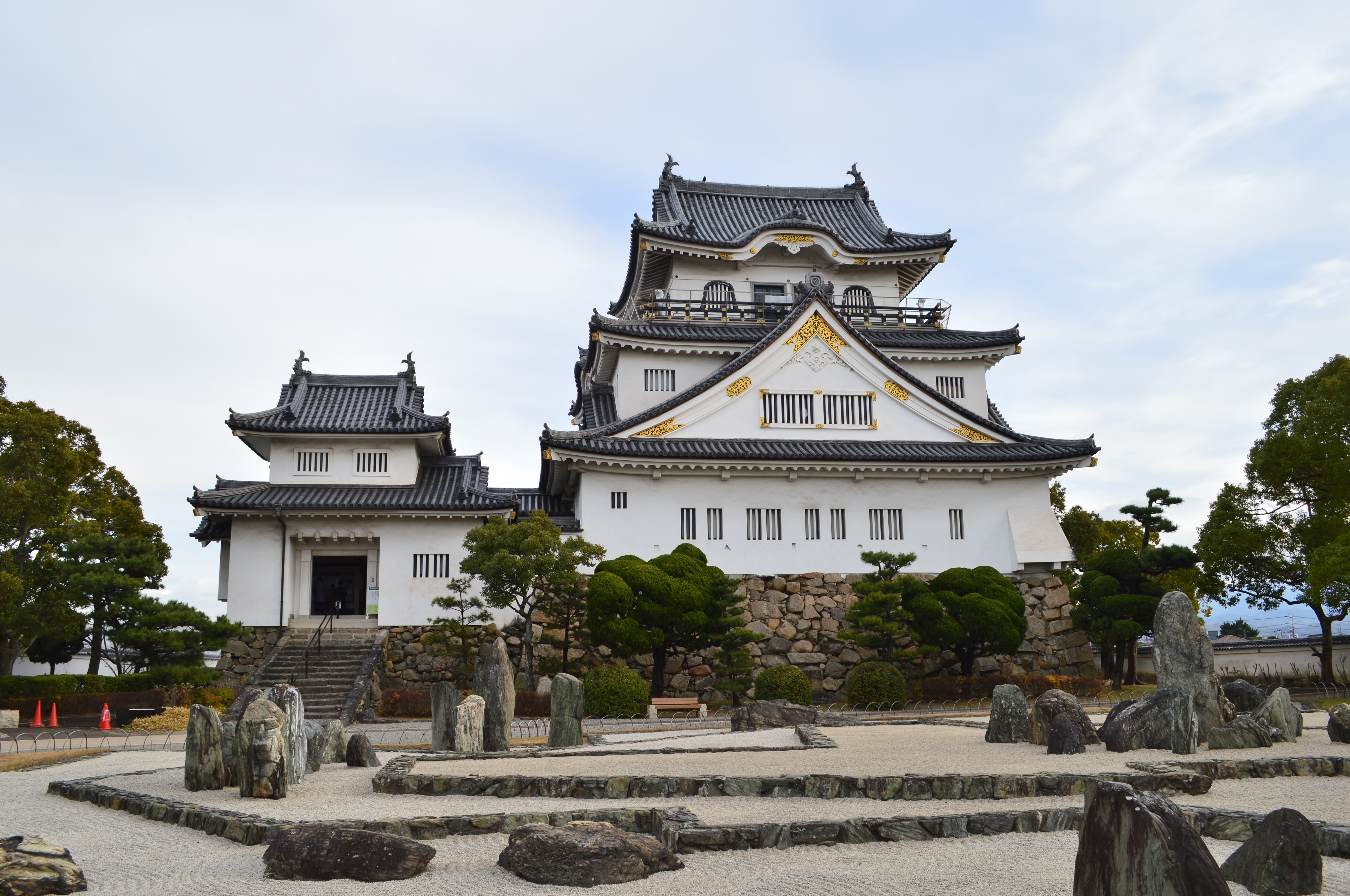
復興天守
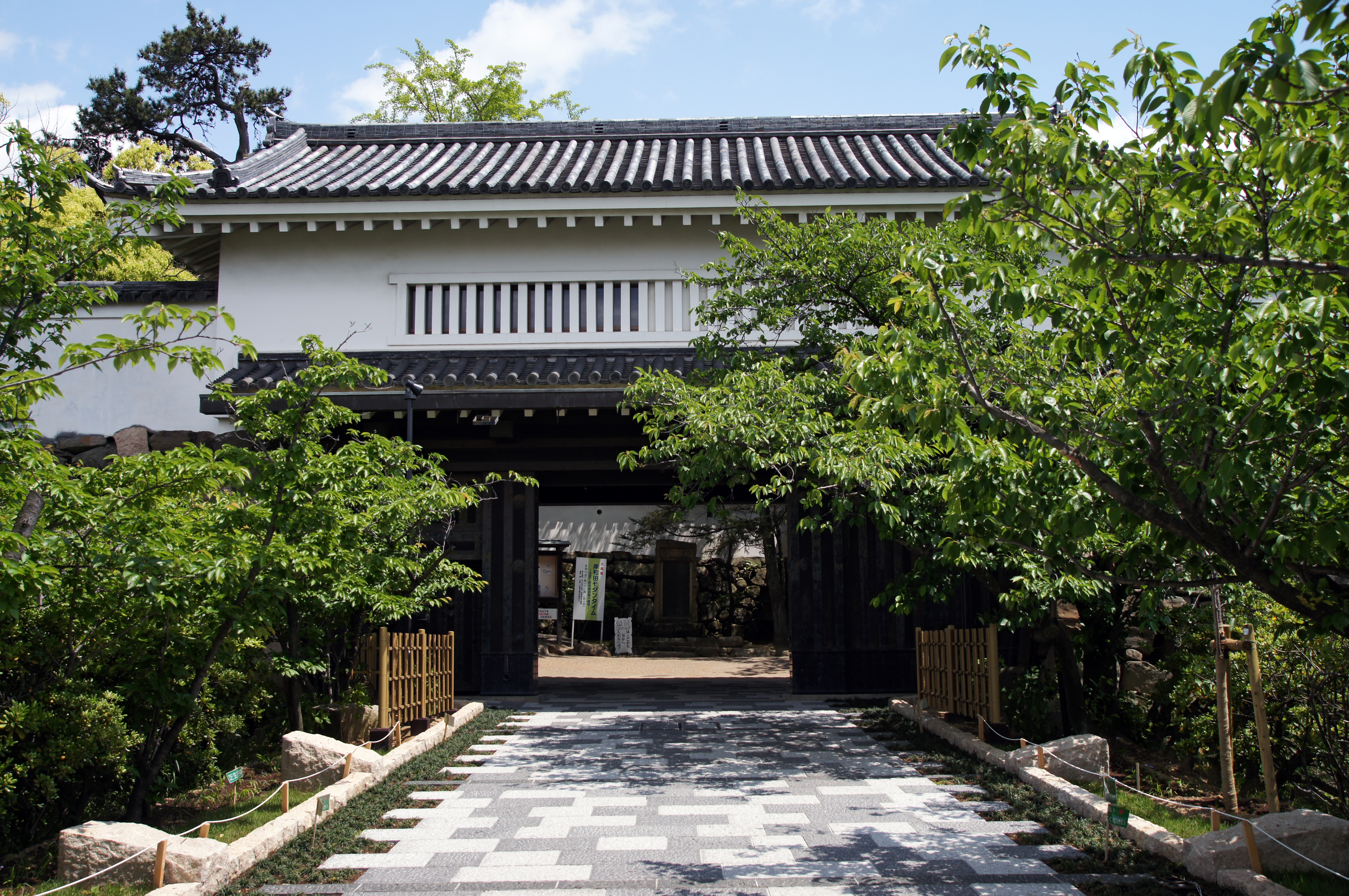
本丸の復興櫓門 （櫓は合計15棟あった。）
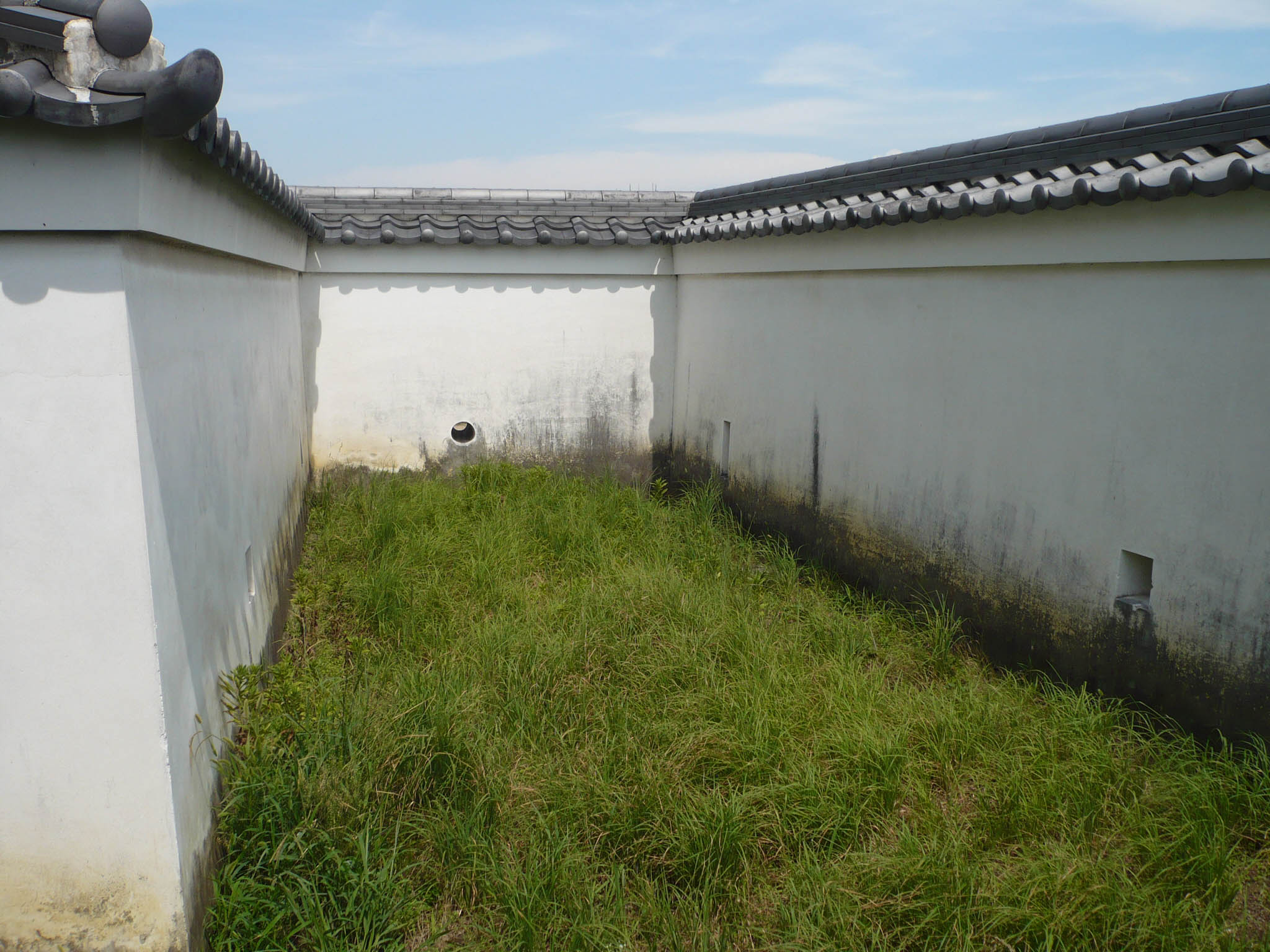
復興弓鉄砲挟間 （弓鉄砲挟間は合計926ヵ所あった）
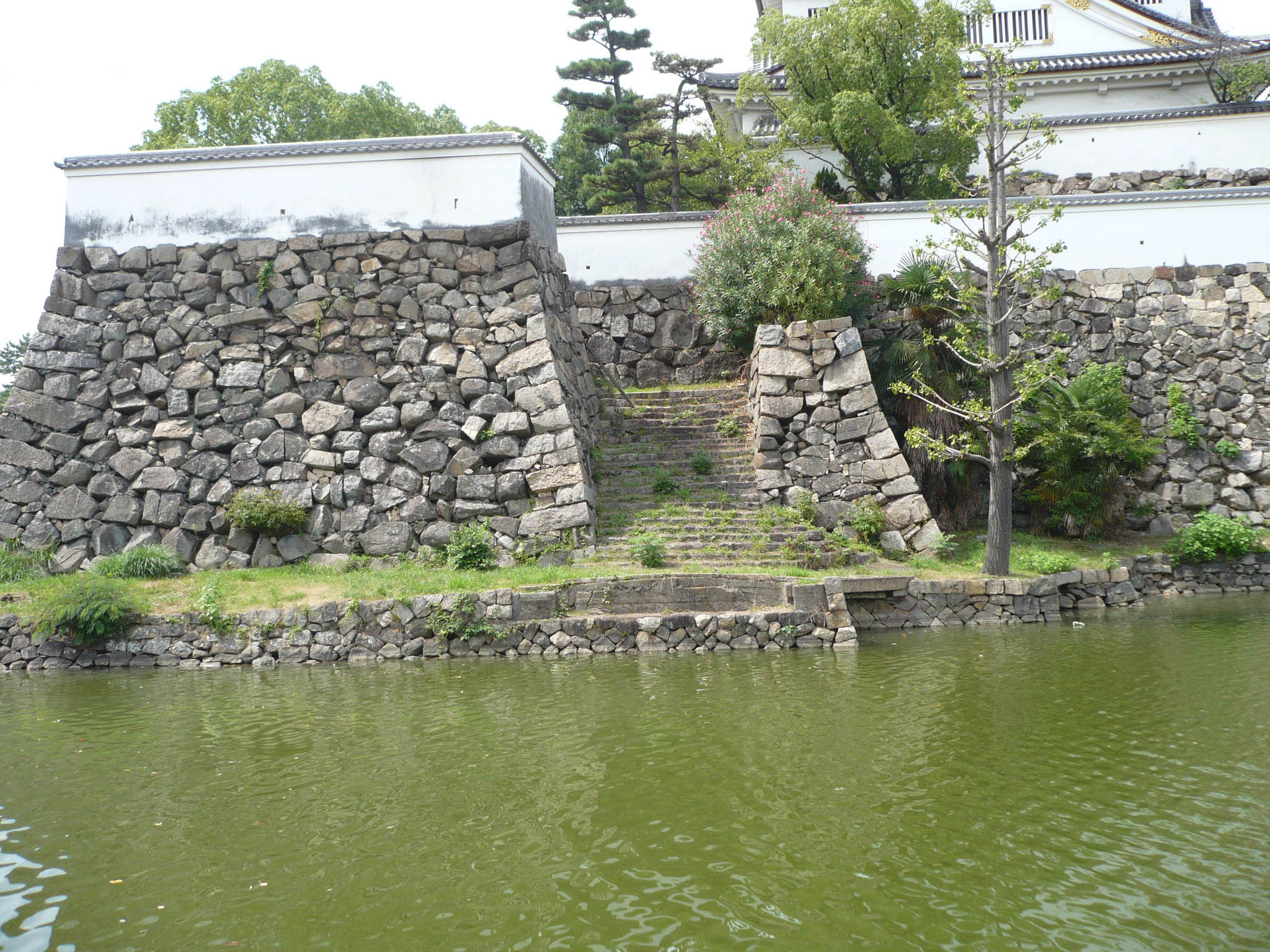
本丸南東側の犬走り
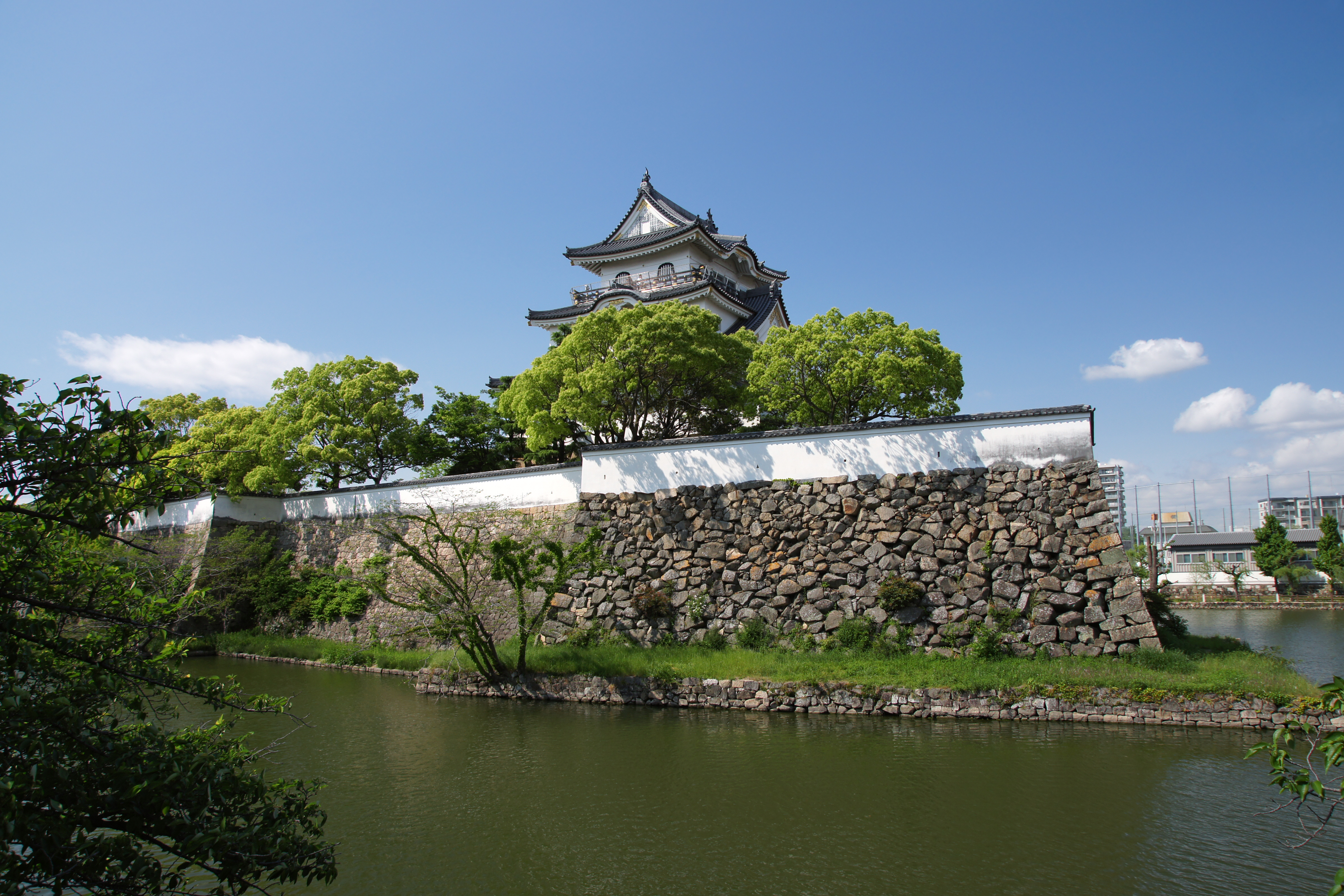
本丸南西側の犬走り
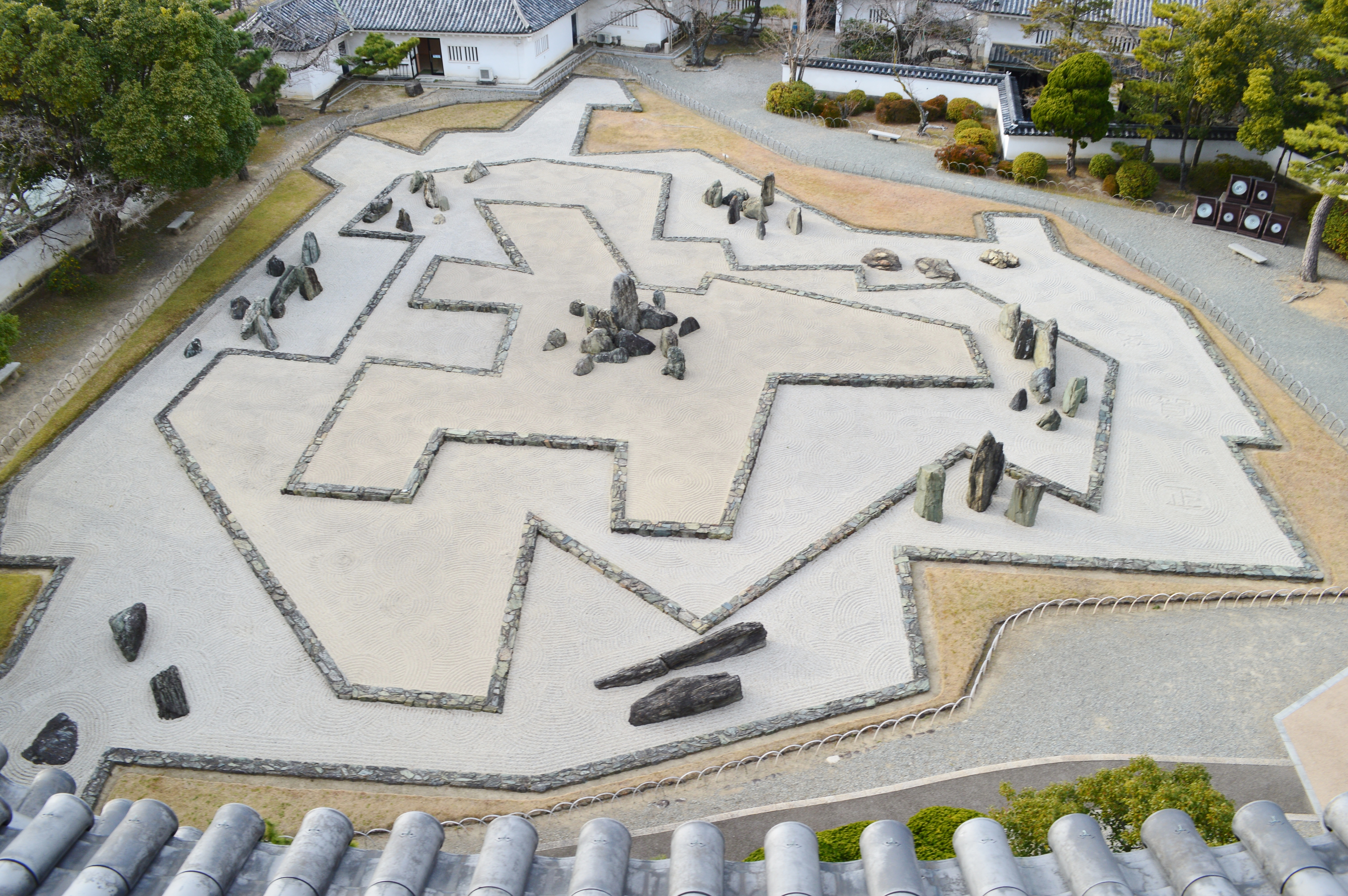
八陣の庭

### 二の丸

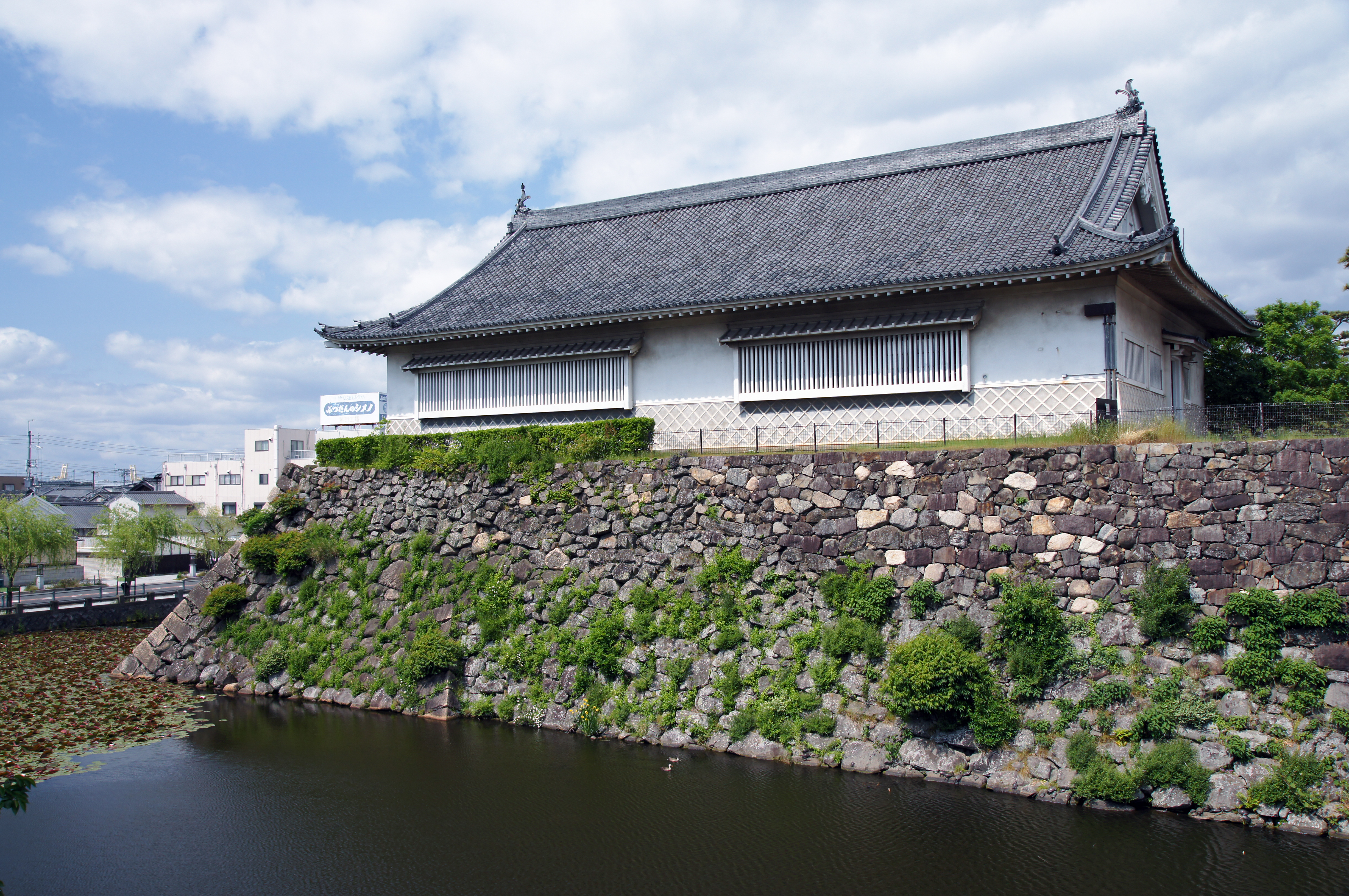
二の丸跡にある市民道場「心技館」（御殿風復興建物）

二の丸には「二の丸御殿」と伏見城から二の丸北隅に移築されたとされる「伏見櫓」があった。戦国時代まではこちらが本丸であったと思われ面積は約8000m²ある。ここでは、平成13年度に行われた調査で確認された戦国末期の鍛造土坑から、墨に混ざってフイゴ羽口10本以上、鉄かす100個以上が出土した。
現在は二の丸公園として整備されている。昭和32年に20匹のアカゲザルが市民から寄贈されたことをきっかけに猿舎が二の丸公園内に整備され、昭和36年には市民道場「心技館」も建設された。猿舎のアカゲザルは昭和50年頃には40匹まで増えたがその後皮膚病などの流行で減少し、平成23年11月24日には最後の1匹が岸和田市中央公園に移送されて猿舎は終焉を迎えた。なお、移送された最後のアカゲザルは平成24年1月5日に同公園で死亡した。同年5月28日には二の丸広場観光交流センターが開館。

### 二の曲輪

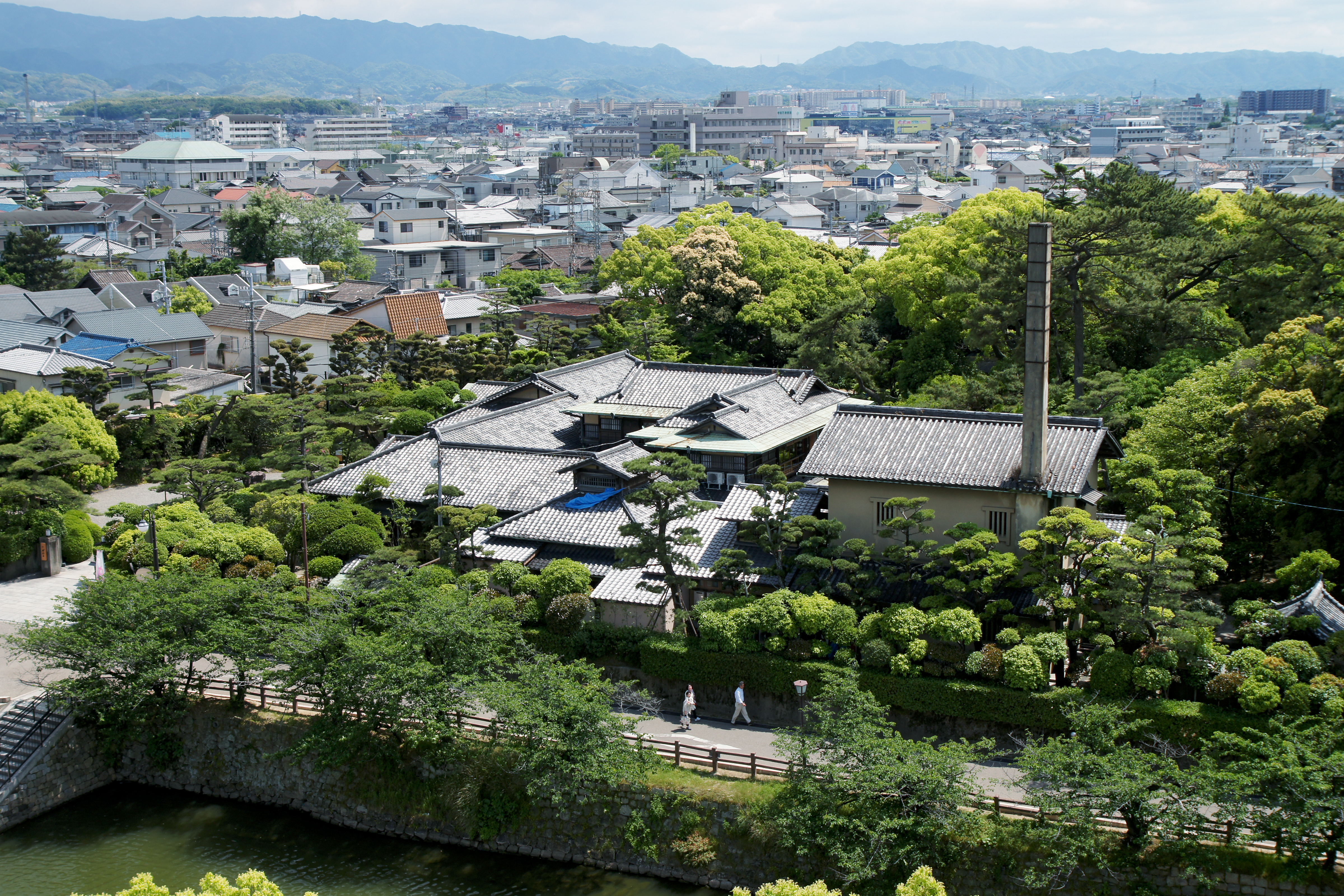
五風荘

二の曲輪は内堀の外側、一重目の外堀の内側にあり、主な施設としては「太鼓部屋・軍科倉庫」、「極楽橋」、「向御屋敷」、「家老中家屋敷」、「新御茶屋」、「家老久野家屋敷」、「御薬園」、「牢屋」、「西大手門」などがあったが、現在これらの施設は消滅している。また、二の曲輪の西部には鐙のような形をした「あぶみ堀」があった。これは二の丸が本城であった頃、馬出の名残ではないかと考えられている。
「太鼓部屋・軍科倉庫」の跡地には明治13年に岸和田郡役所（のち南・日根郡役所→泉南郡役所）が設置され、昭和16年より岸和田市役所の所在地となっている。また、「家老中家屋敷」の跡地には明治31年に大阪府第六尋常中学校（現・大阪府立岸和田高等学校）の校舎が建設され、「向御屋敷」跡地も同校の運動場として利用されている。
「新御茶屋」の跡地には昭和4年から10年をかけて造営された「五風荘」がある。回遊式の日本庭園で3000坪の敷地があり主屋と庭園を見渡せる3つの茶屋があり、庭園の見学は自由となっている。平成31年4月より岸和田グランドホールが五風荘の指定管理者となっており、和食レストランとして活用されている。また、西隣の「家老久野家屋敷」の跡地はコインパーキングの「タイムズ五風荘」となっている。

### 三の曲輪
二の曲輪の外側にあり、「北口門」、「坂口門」、「御勘定所」、「東大手門」、「牛頭天王社」、「八幡社」、「神明門」、「神明社」、「南大手門」、「三の丸神社」などがあった。

### 町曲輪・外曲輪

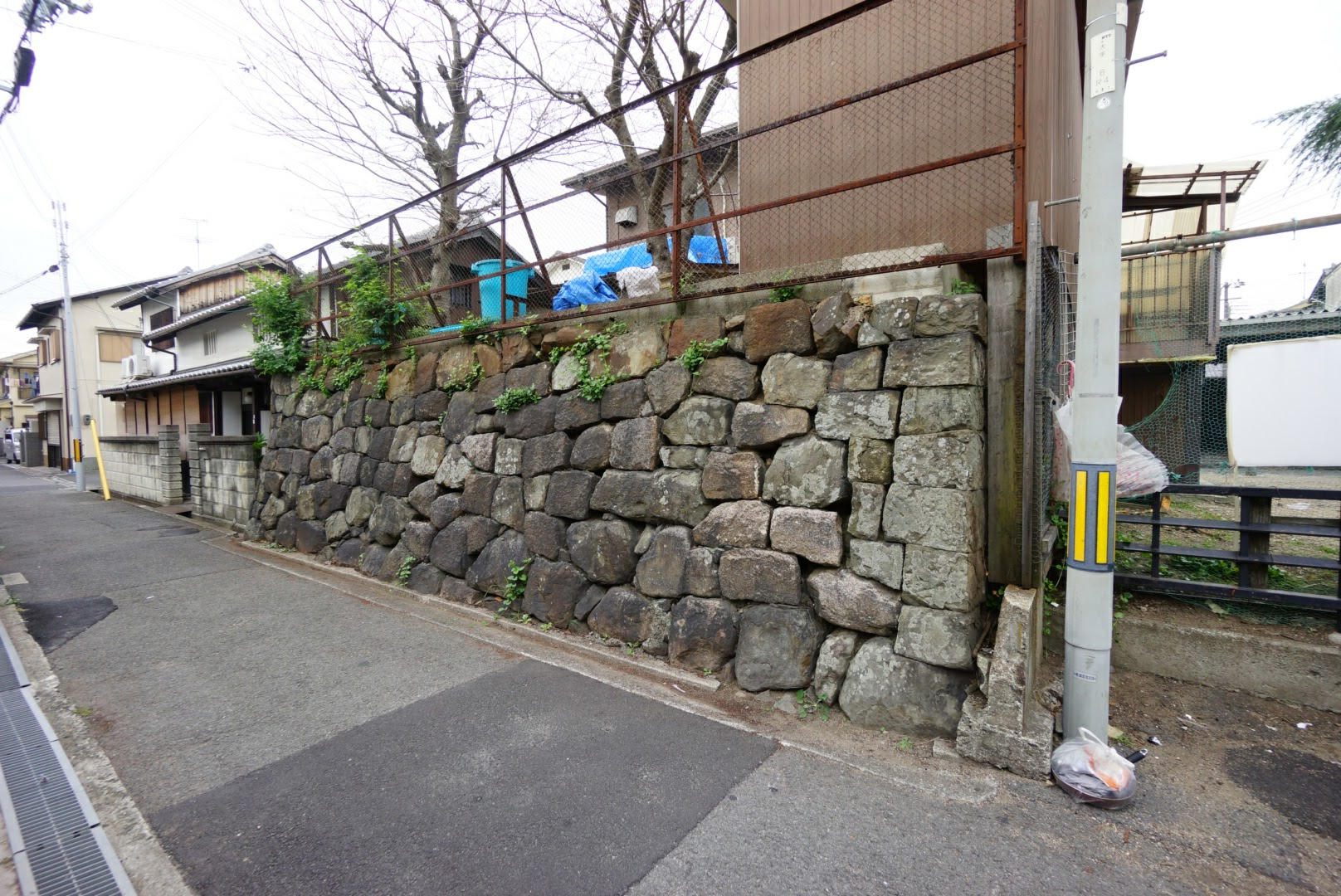
浜の石垣

紀州街道が町曲輪・外曲輪を縦貫し、街道筋に「伝馬口門」、「内町門」、「堺口門」が設置されていた。また、町曲輪の北東に「北大手門」があった。

### 浜の石垣
町曲輪・外曲輪の北西縁には「浜の石垣」が築かれ、町曲輪の出入口として浜の石垣に2箇所の「汐入門」が設置されていた。松平康重が藩主の時代に、当時の海岸線沿いに築かれたもので、約800mにわたって整備され、沿岸防衛や防潮堤の役割を果たしていた。
明治以降に取り壊しが進み、現在では中町児童公園のそばに幅9m、高さ2mあまりが残存するだけになっており、当時の海岸線や岸和田城の外郭の規模を示す貴重な資料となっている。

### 改修
『岸和田城跡』によると、主に3段階の改修があったと思われている。
| 回数      | 年代          | 主な特徴 |
| --------- | ------------- | --- |
| 築城当初  | -1585年       | 現在の二の丸を主郭し、二の曲輪に「あぶみ堀」があり南西に馬出を備える。 二の丸付近まで海水が差し込み、芦原が広がっていたと思われている。 |
| 第2次改修 | 1585年-1620年 | 小出秀政が城主となると、天守を含めた城郭設備、城下町建設に取りかかる。 城下町は町曲輪のみで本町・中町がこれにあたる。 |
| 第3次改修 | 1620年-1660年 | 松平康重時代に海岸部と城下町を区切る浜の石垣が築かれる。 町曲輪の南に南町、北に堺町・魚屋町・北町にあたる町域が成立。 岡部宣勝時代には外曲輪が築かれ堺町がこの内となる。 更に南町雄心寺跡地と沼村領内にそれぞれ新屋敷が築かれ、 寺前川寺前橋から鯔川勘太夫橋まで南北約1.9kmの城下町が完成する。 |

## その他
- 岸和田だんじり祭
  - 有名な岸和田だんじり祭りは岡部氏3代目岸和田城主長泰が城内三の丸に伏見稲荷神社を勧請し（→三の丸神社）、五穀豊穣を祈願する稲荷祭りに領民の参拝を許したことが起源とされる。
- 岸和田城天守閣で結婚式
  - 岸和田城の天守閣で人前結婚式を挙げるプランを岸和田市観光振興協会が主催している。運営と企画は泉大津市のホテルサンルート関空。
  - 岸和田市出身のお笑いコンビ・シンクタンクのタンクも、ここで式を挙げたことがある。
- 不法投棄問題
  - 岸和田市は、岸和田城の石垣調査を実施するに当たり、2013年1月15日から2月7日までの間に内堀の水を抜き取ったところ、自転車やミニバイク、家電製品など多数の廃棄物が不法投棄されているのが見つかった。同市は、夜間に投棄されている可能性があると判断し、大阪府警岸和田署に警備強化を依頼するなどしている[17]。
- 新型コロナウイルス
  - 2020年5月11日-5月31日まで新型コロナウイルスの大阪モデルの見える化でライトアップ[要出典]。

## 城内の主な施設

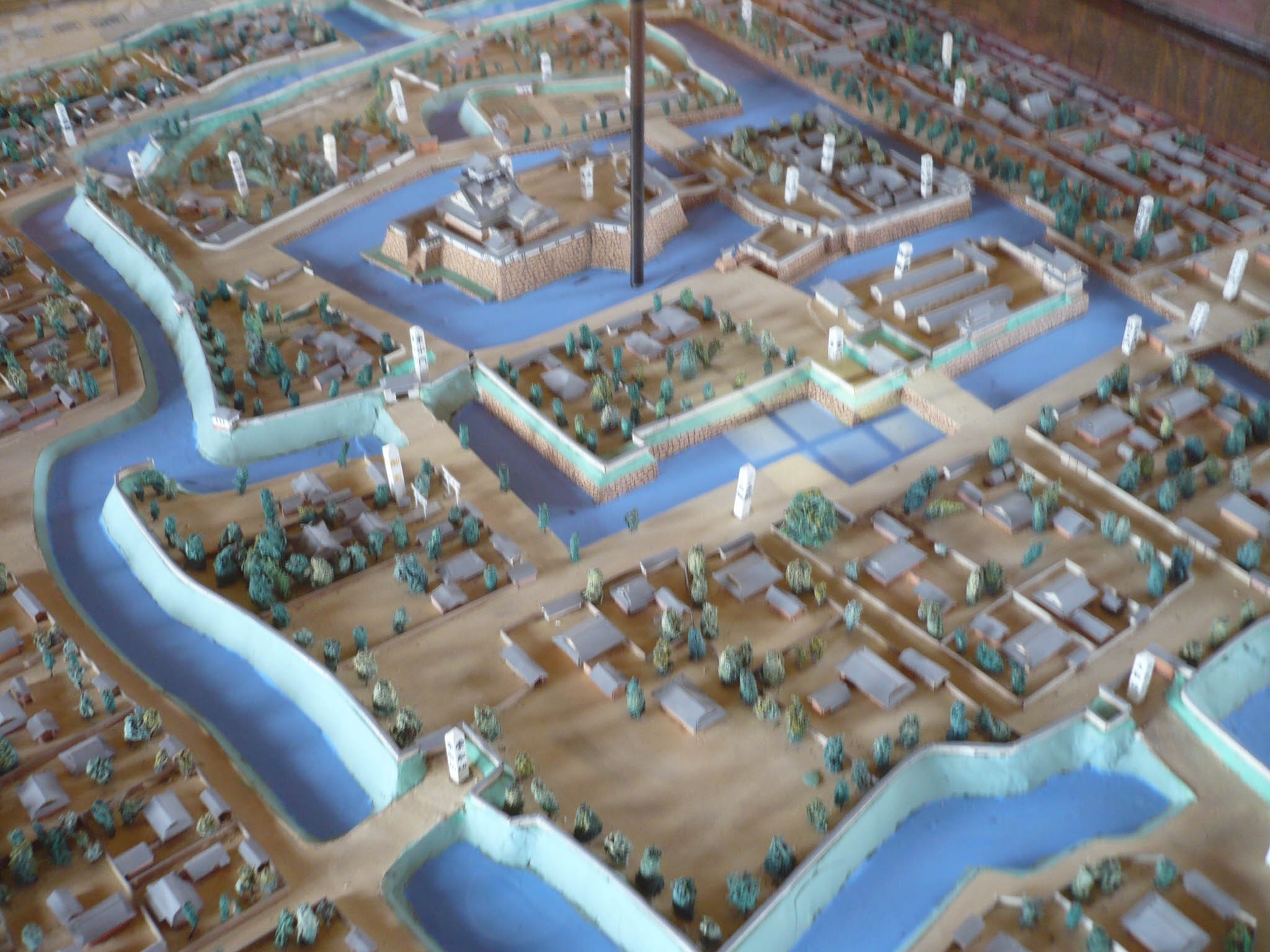
岸和田城の復元模型

- 千亀利公園 - 本丸への入場については下記の施設情報を参照
  - 天守
  - 八陣の庭
  - 多門櫓・隅櫓
  - 櫓門
  - 二の丸広場観光交流センター
  - 市民道場心技館
  - 二の丸広場
- 岸和田市役所
- 大阪府立岸和田高等学校
- 五風荘
- 五風会保育園
- 日本基督教団岸和田教会
- 岸和田だんじり会館
- 岸和田市立自泉会館
- 日本聖公会岸和田復活教会
- 岸和田市立図書館
- 岸和田市立岸城幼稚園
- 岸城神社
- 岸和田労働基準監督署
- 三の丸神社

### 施設情報
- 所在地
  - 大阪府岸和田市岸城町9-1
- 開場時間
  - 午前９時～午後5時（入場は午後4時30分まで）※お城まつり期間中の指定日は午後8時30分まで（入場は午後8時まで）
- 休場日
  - 年末年始(12月29日～1月3日）
- 入場料（天守）
  - 大人300円
  - 中学生以下無料

## 交通アクセス
電車
- 南海本線 蛸地蔵駅 - 最寄駅。南大手門跡付近に所在する。
- 南海本線 岸和田駅 - 特急停車駅。南口から徒歩約5分で東大手門跡（城見橋交差点）に至る。

バス
- 岸和田市地域巡回ローズバス（南ループ） 市役所前停留所 - 岸和田駅前停留所より約5分。

車
- 阪神高速4号湾岸線 岸和田南出入口→大阪府道29号大阪臨海線→大阪府道39号岸和田港塔原線→大阪府道204号堺阪南線
  - 城内に有料駐車場あり

## 関連文献
- 『岸和田城いまむかし』岸和田市立郷土資料館。
- 『岸和田散策マップ』岸和田市観光振興協会。

- 廣田浩治「中世中後期の和泉国大津・府中地域」『市大日本史』第8巻、大阪市立大学日本史学会、2005年5月、13-37頁、CRID 1050001202451443712、ISSN 1348-4508。